# Campionato italiano di pugilato professionisti maschile dei pesi massimileggeri
Il Campionato italiano di pugilato pesi massimi leggeri organizzato dalla FPI, è la massima competizione pugilistica in Italia riservata ai pugili professionisti il cui peso è compreso tra 79,378 e 90,718 kg (175 e 200 lbs). Gli atleti vincitori si fregiano del titolo di campione d'Italia dei pesi massimi leggeri.

La prima edizione si svolse a Montecatini Terme il 30 aprile 1988, quando Gennaro Mauriello sconfisse Antonio Manfredini per KOT alla 1ª ripresa.

## Albo d'oro pesi massimileggeri
| Ed. | Data       | Luogo              | Campione d'Italia        | Verdetto    | Sfidante                 |
| --- | ---------- | ------------------ | ------------------------ | ----------- | ------------------------ |
| 1   | 30/04/1988 | Montecatini Terme  | Gennaro Mauriello        | KOT (IM) 1  | Antonio Manfredini       |
| 2   | 08/10/1988 | Guastalla          | Antonio Manfredini       | PT 12       | Gennaro Mauriello        |
| 3   | 02/06/1989 | Lustra             | Alfredo Cacciatore       | KO 11       | Antonio Manfredini       |
| 4   | 04/11/1989 | Ferrara            | Massimiliano Duran       | KOT 10      | Alfredo Cacciatore       |
| 5   | 10/08/1990 | Montecalvo         | Antonio Manfredini       | PT 12       | Francesco Terlizzi       |
| 6   | 02/03/1991 | Pagani             | Luigi Gaudiano           | KOT (AB) 3  | Francesco Terlizzi       |
| 7   | 29/01/1992 | Salerno            | Fernando Aiello          | KOT 8       | Salvatore Inserra        |
| 8   | 19/03/1993 | Reggio Emilia      | Marco Guidelli           | KOT (IM) 10 | Fernando Aiello          |
| 9   | 28/09/1994 | Acquaviva Picena   | Marco Guidelli           | KOT 10      | Fernando Aiello          |
| 10  | 08/03/1997 | Guastalla          | Marco Guidelli           | KOT (IM) 7  | Massimiliano Saiani      |
| 11  | 07/03/1998 | Guastalla          | Marco Guidelli           | PT 10       | Massimiliano Saiani      |
| 12  | 09/11/1998 | Marina di Grosseto | Pietro Aurino            | PT 10       | Marco Guidelli           |
| 13  | 15/04/1999 | Sala Consilina     | Pietro Aurino            | PT 10       | Mario Tonus              |
| 14  | 19/11/1999 | San Donà di Piave  | Pietro Aurino            | PT 10       | Mario Tonus              |
| 15  | 15/09/2000 | Piacenza           | Mario Tonus              | KOT (IM) 4  | Massimiliano Saiani      |
| 16  | 08/12/2000 | San Donà di Piave  | Mario Tonus              | PT 9 (DT)   | Massimiliano Saiani      |
| 17  | 24/08/2001 | Formia             | Pietro Aurino            | PT 10       | Paolo Ferrara            |
| 18  | 17/05/2002 | Frosinone          | Paolo Ferrara            | PT 10       | Emiliano Verna           |
| 19  | 04/10/2002 | Luzzano di Moiano  | Vincenzo Rossitto        | KO 6        | Paolo Ferrara            |
| 20  | 02/05/2003 | Caltanissetta      | Vincenzo Rossitto        | PT 10       | Paolo Ferrara            |
| 21  | 11/11/2005 | Toscolano Maderno  | Paolo Ferrara            | PT 10       | Alessandro Guni          |
| 22  | 10/02/2006 | Trieste            | Fabio Tuiach             | KOT 7       | Paolo Ferrara            |
| 23  | 22/05/2009 | Rezzato            | Salvatore Erittu         | PT 10       | Cristian Dolzanelli      |
| 24  | 30/09/2011 | Grugliasco         | Vincenzo Rossitto        | KOT 5 (ABB) | Maurizio Lovaglio        |
| 25  | 27/07/2013 | Ferrara            | Leonardo Damian Bruzzese | KOT 8 (ABB) | Francesco Versaci        |
| 26  | 13/12/2013 | Rezzato            | Maurizio Lovaglio        | KOT 10      | Leonardo Damian Bruzzese |
| 27  | 28/02/2014 | Parma              | Maurizio Lovaglio        | KOT 1       | Salvatore Erittu         |
| 28  | 07/02/2015 | Ferrara            | Maurizio Lovaglio        | KOT 1       | Rosario Guglielmino      |
| 29  | 23/03/2015 | Ferrara            | Leonardo Damian Bruzzese | KO 10       | David Rettori            |
| 30  | 21/11/2015 | Manzano            | Nicola Ciriani           | PT 10       | Simone Federici          |
| 31  | 01/07/2017 | Pomezia            | Simone Federici          | PT 10       | Francesco Cataldo        |
| 32  | 03/11/2017 | Roma               | Simone Federici          | PT 10       | Marco Scafi              |